# Eduard Buchner
Eduard Buchner (20. května 1860 v Mnichově – 13. srpna 1917 v rumunském Focșani na následky válečného zranění) byl německý chemik, který byl v roce 1907 oceněn Nobelovou cenou za chemii za svou práci o fermentaci (objev nebuněčné fermentace).
Je považován za zakladatele enzymologie.